# Henry Farrell

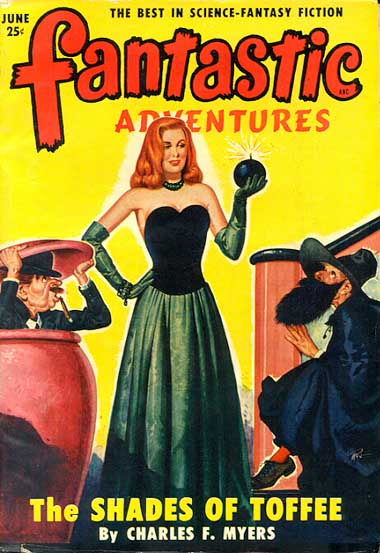
Illustratie van Toffee

Henry Farrell (27 september 1920 - 29 maart 2006) was een Amerikaanse scenarioschrijver en auteur, vooral bekend vanwege zijn boek What Ever Happened to Baby Jane? dat verfilmd werd met Bette Davis en Joan Crawford. Geboren als Charles Farrell Myers in Californië, begon hij zijn carrière onder de naam Charles F. Myers waarmee hij korte verhalen schreef over Toffee  in sciencefiction-tijdschriften in de jaren veertig en vijftig. Toffee is een denkbeeldig meisje dat in de geest van Marc Pillsworth bestaat, maar af en toe ontsnapt aan zijn onderbewustzijn en in de echte wereld terechtkomt. Onder het pseudoniem Henry Farrell publiceerde hij zijn latere werk. Zijn eerste roman, The Hostage, kwam uit in 1959, en werd later verfilmd in 1966. Samen met Lukas Heller schreef hij het scenario voor Hush... Hush, Sweet Charlotte in 1964, en ontvingen ze hiervoor een Edgar Allan Poe Award in 1965. In 1972 gebruikte regisseur François Truffaut Farrells boek Such a Gorgeous Kid Like Me als basis voor zijn film Une belle fille comme moi. Farrell overleed op 85-jarige leeftijd in zijn huis in Los Angeles, en voltooide kort voor zijn dood de roman A Piece of Clarisse.

## Esxterne links
- (en)   Henry Farrell in de Internet Movie Database
- (mul)   Henry Farrell in The Movie Database